# Guadalupe Marín
María Guadalupe Preciado Marín (* 16. Oktober 1895 in Ciudad Guzmán, Jalisco; † 7. Februar 1983 in Mexiko-Stadt) war eine mexikanische Muse, Modell und Schriftstellerin.

## Leben
María Guadalupe Preciado Marín, genannt Lupe, stammte aus einer bürgerlichen Familie. Im Jahr 1903 zog die Familie nach Guadalajara, wo sie eine umfassende Ausbildung erhielt. 1922 heiratete Guadalupe Marín in der Kirche San Miguel in Guadalajara den Maler Diego Rivera (1886–1957). Aus dieser Ehe, die allen Berichten zufolge turbulent verlief, gingen zwei Töchter hervor: Ruth und Guadalupe.
Nach seiner Reise nach Russland verließ Rivera seine Ehefrau und deren Töchter – ein Jahr später heiratete er in dritter Ehe die Malerin Frida Kahlo (1907–1954). Nach anfänglicher Rivalität wurden die beiden Frauen Freundinnen – Guadalupe Marín soll Frida sogar das Kochen beigebracht haben, vor allem Riveras Lieblingsspeisen. Später heiratete Guadalupe Marín in zweiter Ehe den Dichter Jorge Cuesta (1903–1942).

## Werke (Auswahl)
- Un día patrio. Editorial Jalisco, Mexiko 1941.
- La Única. Novela. Editorial Jalisco, Mexiko 1938.